# Кокошилово (Вологодская область)
Кокошилово — деревня в Сокольском районе Вологодской области на реке Глушица.
Входит в состав Нестеровского сельского поселения (с 1 января 2006 года по 13 апреля 2009 года входила в Кокошиловское сельское поселение), с точки зрения административно-территориального деления — в Кокошиловский сельсовет.
Расстояние до районного центра Сокола по автодороге — 46 км, до центра муниципального образования Нестерова по прямой — 8 км. Ближайшие населённые пункты — Середнее, Покровское, Туреево.
По данным переписи в 2002 году постоянного населения не было.